# Amanda Forsythe
Amanda Forsythe (Lloyd Harbor, 1976) è un soprano statunitense.
Particolarmente ammirata per le sue interpretazioni del repertorio barocco ed in particolar modo delle opere di Rossini.

## Biografia
Nata in un villaggio vicino a New York, è cresciuta con una sorella a Roosevelt Island e successivamente a Lloyd Harbor, dove si è diplomata alla Cold Spring Harbor High School. Nel 1994 ha iniziato a frequentare il Vassar College dove ha inizialmente studiato Biologia Marina, ma infine, nel 1998 si è laureata in musica e ha proseguito gli studi in performance vocale presso il New England Conservatory of Music (NEC). Tuttavia non fu accettata nel programma del laboratorio d'opera del conservatorio, quindi la soprano ha finito per cercare opportunità di esibizione altrove mentre, nel contempo continuava a studiare al NEC..
Per cui ha svolto vari lavori a New York per sopravvivere, a Wall Street aveva cantato canti di Natale in un ristorante a gestione famigliare,  ha lavorato come personale di sala al Metropolitan Opera dove, come da lei dichiarato, era stato terribile perché doveva tenere gli occhi sul pubblico piuttosto che sul palco.
Infine si esibì all'Università di Harvard in una produzione del Giasone di Francesco Cavalli. Nell'occasione conobbe il direttore d'orchestra Edward Elwyn Jones, che in seguito divenne suo marito, e il direttore del Boston Baroque Martin Pearlman. Quest'ultimo aveva seguito uno degli spettacoli dell'opera e, rimasto incuriosito dalla performance della Forsythe, le chiese di fare un'audizione. Successivamente fu scritturata in numerose produzioni con la compagnia.
Nel 2003 è stata la vincitrice del George London Foundation Awards ed è stata anche cantante al Tanglewood Music Center per due estati e ha lavorato come apprendista al Ravinia Festival di Chicago e al Caramoor Festival. Nell'auditorium di Tanglewood ha interpretato il ruolo della giovane Margarita nella prima mondiale dell'opera Ainadamar di Osvaldo Golijov.

### Debutto e tournée in Europa
Amanda Forsythe ha debuttato in Europa al Rossini Opera Festival di Pesaro, nel ruolo di Corinna ne Il viaggio a Reims, ottenendo un buon successo. Infatti fu immediatamente invitata a debuttare al Grand Théâtre de Genève come Dalinda in Ariodante dove fu proclamata “la scoperta della serata”. Nel 2008, su invito di Joyce DiDonato, è tornata al Rossini Opera Festival per interpretare il ruolo di Rosalia ne L'equivoco stravagante e, più recentemente, Jemmy nella nuova produzione di Guglielmo Tell per il quale ha ha ricevuto notevoli consensi dalla critica.
Aveva debuttato all'Opera di Stato della Baviera di Monaco di Baviera come Dalinda in Ariodante e, nel 2010, nel ruolo di Barbarina ne Le nozze di Figaro di W.A. Mozart alla Royal Opera House al Covent Garden  e al Théâtre des Champs-Élysées di Parigi.

## Repertorio
- Aglaure, Psyché (Lully)
- Amenaide, Tancredi (Rossini)
- Amore, Il ritorno d'Ulisse in patria (Monteverdi)
- Amore, Orfeo ed Euridice (Gluck)
- Angel, Angels in America (Peter Eötvös)
- Atalanta, Serse (Handel)
- Barbarina, Le nozze di Figaro (Mozart)
- Cendrillon, Cendrillon (Pauline Viardot)
- Cleopatra, Giulio Cesare in Egitto (Handel)
- Corinna, Il viaggio a Reims (Rossini)
- Dalinda, Ariodante (Handel)
- Ellenia, Antiochus und Stratonica (Christoph Graupner)
- Iris, Semele (Handel)
- Proserpina, L'Orfeo (Monteverdi)
- Rosalia, L'equivoco stravagante (Rossini)
- Serpina, La serva padrona (Pergolesi)
- Un Trojano, Paride ed Elena (Gluck)
- Venus, Venus and Adonis (John Blow)
- Young Margarita, Ainadamar (Osvaldo Golijov)

## Discografia
- 2022, Heavenly Bach – Arias & Cantatas of J.S. Bach, con Jeannette Sorrell e l'Orchestra Apollo's Fire [4]
- 2016 - The Power of Love: Arias from Handel Operas, con Apollo's Fire